# Ferral del Bernesga
Ferral del Bernesga (o simplemente Ferral) es una villa española, perteneciente al municipio de San Andrés del Rabanedo, en la provincia de León y la comarca de Tierra de León, en la Comunidad Autónoma de Castilla y León. En 2016 contaba con una población de 569 personas.
Situado entre el Arroyo de los Gamones, afluente del Canal del Carbosillo, y el Arroyo del Vallín de Mata, afluente del Arroyo del Gorgollón, ambos afluentes del Río Bernesga.
Los terrenos de Ferral del Bernesga limitan con los de Pobladura del Bernesga, Sariegos y Azadinos al noreste, Villabalter y San Andrés del Rabanedo al este, Trobajo del Camino al sureste, La Virgen del Camino al sur, Montejos del Camino al suroeste, Cimanes del Tejar al oeste y Azadón, Secarejo, Villarroquel y Espinosa de la Ribera al noroeste.
Perteneció a la antigua Hermandad de Bernesga de Abajo, como villa más importante.